# Eriogonum effusum
Eriogonum effusum är en slideväxtart som beskrevs av Nuttall. Eriogonum effusum ingår i släktet Eriogonum och familjen slideväxter. Inga underarter finns listade i Catalogue of Life.